# Niv Libner
Niv Libner (* 1. November 1987 in Tel Aviv) ist ein ehemaliger israelischer Radrennfahrer und dreifacher nationaler Meister.

## Sportliche Laufbahn
Niv Libner wurde 2005 israelischer Meister im Straßenrennen der Juniorenklasse und Zweiter im Einzelzeitfahren. 2009 gewann er bei der Makkabiade die Bronzemedaille im Straßenrennen. Ab der Saison 2010 ging Libner für das Continental Team Amore & Vita-Conad an den Start. Zwischen 2010 und 2014 wurde er drei Mal israelischer Straßenmeister.

## Erfolge
2005
- Israelischer Junioren-Meister – Straßenrennen

2009
- Makkabiade – Straßenrennen

2010
- Israelischer Meister – Straßenrennen

2011
- Israelischer Meister – Straßenrennen

2014
- Israelischer Meister – Straßenrennen

## Teams
- 2011 Amore & Vita-Conad
- 2012 Amore & Vita-Conad
- 2013 Amore & Vita-Conad
- 2014 Amore & Vita-Selle SMP (bis 31. Juli)